# 심시티: 빌드잇
심시티 빌드잇(SimCity BuildIt)은 EA와 트랙 트웬티사의 합작품으로, 맥시스사의 컴퓨터 게임 심시티의 모바일 버전이다.

## 플레이 방법
심시티 빌드잇은 도시를 운영하는 게임이기에, 시민들에게 살기 좋은 환경을 제공해줘야 인구가 유지된다. 레벨이 올라감에 따라 새로운 서비스들이 해제되며, 그에 맞춰 시민들에게 서비스를 제공해줘야 한다.

## 출시
심시티 빌드잇은 2014년 12월에 정식 출시되었다. 게임의 출시를 담당한 일렉트로닉 아츠(EA)는 게임의 성공적인 출시에 이어 이날 글로벌 다운로드 1천500만건을 넘어섰다고 밝혔다. 또 심시티 빌드잇에는 매일 72만5천명의 이용자들이 함께하고 있다고 밝혔다.
확대와 축소가 자유로운 360도 회전 뷰와 3D로 구현된 사실적인 도시 모습 등으로 호평을 받으며 출시 이후 미국과 캐나다, 유럽, 일본, 중국 등 전세계 100여 개국에서 앱스토어 인기순위 5위권 안에 오르는 기염을 토했다. 한국에서도 출시 이후 줄곧 앱스토어 무료 인기순위 1위를 차지하며 국내 유저들의 뜨거운 호응을 얻었다.

## 도로
심들이 이동하는 통로이며, 건물이 도로와 연결되어 있지 않으면 서비스를 공급하지 못한다. 또한 도시와 분리된 도로에 서비스 건물이 연결될 경우에도 제 기능을 하지 못한다.
도시의 인구가 증가함에 따라 도로의 통행량도 많아지기 때문에 때에 따라 적절히 도로를 업그레이드해 줘야 한다. 도로의 단계에는 2차선 도로, 4차선 도로, 6차선 도로, 가로수 도로, 가로수 대로, 노면 전차 도로, omega자기부상도로가 있다. 만약 정체 지역의 도로를 업그레이드하지 않으면 심들의 행복도가 낮아지고, 결과적으로 막히는 도로변에 살던 심들이 건물을 버리고 이사를 간다.

## 주거 구역
심들이 거주할 집을 제공하는 역할을 한다. 주변에 공원을 제외한 특성화 건물이 하나 이상 있을 경우 고급주택으로의 전환이 가능하고, 공해 지역이나 도시 창고 주변에 배치될 경우 그곳에 사는 심들의 행복도가 낮아진다. 주거 구역의 종류로는 원래 일반 주거 구역만 있었으나, 2015년 3월 3일 업데이트로 일본식 주거 구역인 도쿄 타운 구역이 추가되었다.
현재는 주거 구역, 파리 구역, 런던 타운, 도쿄 타운, 오메가 주거 구역 등이 있다. 그외에 이벤트로 라틴아메리카타운 지역으로 그린밸리 주거구역, 캑터스캐니언 주거구역 등도 있다.

## 확장
도시에 말풍선이 뜰때가 있다. 말풍선을 터치하면 멘트와 함께 가끔씩 선물이 나온다. 이를 이용하면 도시에 건물을 지을 수 있는 공간을 늘리거나 물건을 보관하는 도시창고의 용량을 높일 수 있다.

## 공장
심들의 집을 업그레이드 하거나 다른 제품을 생산하는데 필요한 원자재를 생성하는 역할을 한다. 나노 기술 공장을 제외한 공장들은 모두 공해를 발생시키며, 그 공해 범위 내에 심들의 집이 있으면 그곳에 거주하는 심의 행복도가 낮아진다.

## 상점
상점은 원자재로 완제품을 생산하며, 주거 구역이 상점 옆에 있을 경우 심들의 행복도를 높인다.
(사실상 공장의 일종이라고 할 수 있다)

## 행정 시설
행정 시설은 크게 두 가지 유형으로 나뉜다.

### 서비스 시설
행정기관을 제외한 모든 카테고리의 서비스들은 심들에게 적절히 제공되어야만 심들이 행복해지고, 세금이 많이 걷힌다.

#### 전기
심들에게 필요한 전기를 공급한다. 일부 발전소들이 공해를 일으킨다. 레벨 1에 해제되며, 초반에는 석탄 발전소와 풍력 발전소를 건설할 수 있다. 고급 풍력 발전소부터 원자력 발전소까지는 인구 조건이 걸려 있으며, 핵융합 발전소는 대학교가 조건으로 걸려 있다.

#### 수도
심들에게 필요한 물을 공급해 준다. 레벨 1에 해제되며, 양수장의 경우 인구 15000명에서 해제된다.

#### 소방
소방 시설들이 영향을 주는 범위 내에 심들의 집들이 모두 있어야 심들이 화재 위험을 느끼지 않는다. 레벨 5에 해제된다.
소방 시설은 다른 경찰,보건 건물보다 가격이 싸다

#### 하수
심들이 배출하는 하수를 처리한다. 중형 하수 펌프장, 소형 하수 펌프장은 공해를 발생시키고, 고급 하수 처리장은 공해가 나지 않는다. 레벨 8에 해제된다.

#### 경찰
경찰 지구대,경찰서, 경찰 본부로 심들의 치안을 안정시킨다. 건물들의 값이 비싸 많은 플레이어들의 난제가 되기도 한다. 레벨 12에 해제된다.

#### 쓰레기 처리
심들의 쓰레기를 처리한다. 쓰레기 처리장 2종류와 쓰레기 소각장은 공해를 일으키지만, 고가의 재활용 센터는 공해를 일으키지 않는다. 레벨 14에 해제된다.

#### 보건
심들에게 의료 서비스를 제공한다. 레벨 16에 해제된다.

#### 행정
도시의 기본이 되는 행정 건물들로, 구청은 레벨 1에, 도시 창고는 레벨 4에, 시청은 레벨 5에, 시장관저는 레벨 6에, 오메가 창고,오메가 뱅크,오메가 연구소,오메가 공장은 30레벨에 해제된다. 그밖에 공항,무역센터,콘테스트 본부등이 있다.
이걸로 심들의 행복도를 한번에 볼 수 있다.
도시창고는 8x9의 보이지 않는 공해가 있다

### 컨트롤넷
30레벨에 해제되는 오메가 주거건물에 필요한 행정시설이다, 오메가 건물은 통신망을 통해 주거 서비스를 제공하기 때문에 컨트롤넷 없이는 제역할을 못한다.

### 드론
드론은 하늘의 감시자이자, 소방,의료문제도 해결하는 오메가 주거건물의 행정시설이다. 범위가 있는 시설이 아니라 전기나 수도처럼 공급하는 시설이다.

### 지역
수도가 아닌 다른 지역에서는 추가적으로 지역 서비스가 필요하다 그린밸리에선 유기농식품, 캑터스 캐니언에선 주유소, 라임스톤 클리프에선 길거리음식, 서니 아일즈에선 관광안내소, 프로스티 피요트에선 지역난방이 필요하다.

### 특성화
특성화 건물들의 경우 필수적이진 않지만, 도시 인구를 증가시키므로 서비스 시설을 건설하고 남는 시뮬레온과 항구, 닥터 부타워에서 얻을 수 있는 황금열쇠를 이용해서 많이 건설하면 보다 효율적인 도시를 건설할 수 있다.

#### 경치
도로옆이 아니어도 설치할 수 있다.

#### 공원
라마 공원, 자이언트 난쟁이 공원, 스케이트 공원 등은 행정 건물들 중 유일하게 심캐시를 내고 설치할 수 있다. 2015년 3월 3일 업데이트로 도쿄 타운 게이트, 벚꽃 공원이 추가되었다. 레벨 3에 해제되며, 사색의 연못 공원부터는 인구 조건이 걸려 있다.

#### 교육
기초 건물인 교육부가 존재하며, 공공 도서관부터 차례로 건설해야 한다. 대학교를 건설할 경우 핵융합 발전소가 해제된다. 레벨 10에 해제된다.

#### 교통
기초 건물인 교통부가 존재하며, 교통부와 적당한 황금 열쇠만 있으면 아무 교통 시설이나 설치가 가능하다. 레벨 10에 해제된다.열기구 비행장이 있으면 도시에 열기구가 날아다닌다.

#### 오락
기초 건물인 오락 협회가 존재하며, 시드니 오페라 하우스, 대회전 관람차, 스모 경기장은 인구 조건이 있다. 이 중 스모 경기장은 2015년 3월 3일 추가된 것이다. 레벨 20에 해제된다. (이게 없으면 심들이 지루하다고 난리친다)

#### 카지노
기초 건물인 카지노 협회가 존재하며, 카지노 타워들은 같은 종류의 카지노가 있어야 건설이 가능하다. 공간과 비용 면에서 가장 효율적인 특성화 시설이다. 레벨 25에 해제된다.

#### 랜드마크
기초 건물이 가장 비싼 카테고리로, 문화부가 80000시뮬레온이다. 2015년 10월 5일 업데이트로 에펠탑이 추가 되었다.

### 해변
해안에 설치하는 특성화 시설이다. 하지만 범위가 그리 길지 않아 해안근처 주거시설에만 버프가 적용된다. 추가로 해안이없는 지역에선 사용이 불가능하다. (이것도 없으면 심들이 해변구역을 건설할 때가 됐다고 난리친다)

### 산악
산악지대에 설치하는 특성화 시설이다.
하지만 초기엔 산악지대 근처까지 영토를 확장하는경우는 많이 없어서 버프를 못받는 경우가 많다. 개발가능한 산악지대가 없는 지역에서는 사용이 불가능하다. (이것도 없으면 심들이 산에 가고 싶다고 난리친다)

## 평가
| 평가 |        |
| --- | ------ |
| 통합 점수 통합사 점수 메타크리틱 58/100 [ 3 ] 평론 점수 평론사 점수 IGN 3.5/5 [ 4 ] 엑스플레이 3/5 Pocket Gamer 2.5/5 [ 5 ] TouchArcade [ 6 ] PC Magazine 4/5 |        |
| 통합 점수 |        |
| 통합사 | 점수   |
| 메타크리틱 | 58/100 |
| 평론 점수 |        |
| 평론사 | 점수   |
| IGN | 3.5/5  |
| 엑스플레이 | 3/5    |
| Pocket Gamer | 2.5/5  |
| TouchArcade | [ 6 ]  |
| PC Magazine | 4/5    |